# نيكول سميث
نيكول سميث (بالإنجليزية: Nicol Smith)‏ هو لاعب كرة قدم بريطاني (وحمل سابقاً جنسية المملكة المتحدة لبريطانيا العظمى وأيرلندا) في مركز الظهير، ولد في 25 ديسمبر 1873 في المملكة المتحدة، وتوفي في 6 يناير 1905 بسبب حمى التيفوئيد. شارك مع منتخب اسكتلندا لكرة القدم. أما مع النوادي، فقد لعب مع نادي رينجرز ورابطة كرة القدم الاسكتلندية الحادية عشر ‏.

## وصلات خارجية
- نيكول سميث على موقع الاتحاد الإسكتلندي (الإنجليزية)
- نيكول سميث على موقع قاعدة بيانات كرة القدم.إي يو (الإنجليزية)
- نيكول سميث على موقع ناشيونال فوتبول تيمز (الإنجليزية)